# اللاعبون (فلم هندي)
اللاعبون (بالإنجليزية: Players) هو فيلم إثارة وأكشن هندي صدر عام 2012 من إخراج الثنائي عباس-موستان وإنتاج مشترك بين فياكوم 18 موشن بيكتشرز وبورماوالا بارتنر. يضم الفيلم طاقم الممثلين فينود خانا، أبهيشيك باتشان، بوبي ديول، سونام كابور، بيباشا باسو، نيل نيتين موكيش، إسكندر خير، اومي فيديا بينما يظهر أفتاب شيفداساني في حجاب. تم عرض المقطع الدعائي للفيلم لأول مرة في 3 نوفمبر 2011، وتم إصدار الفيلم في 6 يناير 2012.  إنه إعادة إنتاج رسمية لفيلم ذي إيتاليان جوب، وهو إعادة الإنتاج الثانية للفيلم البريطاني لعام 1969 بعد إعادة الإنتاج الأمريكية التي تحمل نفس الاسم عام 2003. يستخدم اللاعبون نفس الحبكة كما في إصدار 2003، مع جعل الشخصيات والأحداث مختلفة تمامًا.
تدور أحداث القصة حول فريق من اللاعبين يتكون من دون، ومحتال، ولصة، ومغوية، وساحر، وخبير متفجرات، وخبير قرصنة، وفنان مكياج اصطناعي، يخططون لسرقة ذهب بقيمة 100 مليار روبية هندية (1٫7 مليار دولار أمريكي) من قطار متحرك. أثناء السرقة، يتعرضون للخيانة من قبل أعضاء فريقهم. 
تم تسمية فيلم اللاعبون كأحد أكثر أفلام بوليوود المنتظرة لعام 2012، حيث تلقى الكثير من الضجيج منذ أن تم الإعلان عنه باعتباره إعادة إنتاج لفيلم ذي إيتاليان جوب، وتم إنتاجه بميزانية ضخمة، وكان به طاقم عمل متعدد النجوم، وتم تصويره في مواقع أجنبية مثل نيوزيلندا وروسيا وحتى القطب الشمالي -وهو ما كان الأول لفيلم بوليوود- وتم الترويج له بشكل كبير. عند إصدار الفيلم، تلقى الفيلم آراء متباينة من النقاد. وقد لقي الفيلم استجابة ضعيفة في شباك التذاكر، على الرغم من إصداره على نطاق واسع.

## الحبكة
يتم قتل صديق تشارلي، راج، على يد المافيا الروسية. في جنازة راج، سلمت زوجته شايلا تشارلي قرصًا مضغوطًا يحتوي على معلومات حول نقل سبائك الذهب بالقطار من روسيا إلى رومانيا. يقرر تشارلي سرقة القطار بمساعدة معلمه والمحتال فيكتور براغانزا. يقومون بتعيين فريق من المجرمين للانضمام إليهم في السرقة. تتضمن المجموعة سبايدر، وهو قرصان من الطراز العالمي؛ وبلال بشير، خبير متفجرات؛ وساني، فنان مكياج اصطناعي، وروني، ساحر.
قبل السرقة، تعود ابنة فيكتور، ناينا، إلى الهند من أستراليا لاستقبال فيكتور عندما يتم إطلاق سراحه من السجن. تضع مجموعة من اللاعبين خطة لسرقة القطار الروسي بأبشع طريقة ممكنة. يخترق العنكبوت نظام الأقمار الصناعية الروسي، ويقوم روني بخلق وهم لخداع الجنود الذين يحرسون الذهب بينما يقوم بقية الفريق بنقل الذهب من القطار. تمت عملية السرقة بنجاح. يتصل تشارلي بفيكتور لإبلاغه بالسرقة الناجحة، لكن ناينا تسمع المكالمة وتدرك أن فيكتور خالف وعده لها بعدم العودة إلى حياة الجريمة أبدًا. بينما يحتفل اللاعبون بنجاحهم، يكشف روني للفريق أن لديه ابنة في المستشفى لأنها أصيبت بالشلل خلال أحد عروضه السحرية ويأمل في مساعدتها على التعافي قريبًا. يخدع العنكبوت العصابة ويشرح أنه عرف عن الذهب من شايلا قبل تشارلي أثناء إغوائها، ثم يحاول الفرار بكل الذهب. تم إيقاف سبايدر من قبل روني، الذي تم إطلاق النار عليه عدة مرات من قبل قتلة سبايدر. تتم مطاردة المجموعة من قبل القتلة حيث يتم قتل روني وريا على يد سبايدر. يتمكن تشارلي وبلال وساني من الهروب بعد أن فجّر سبايدر المكان ويفر بالذهب. في نفس الوقت، اقتحم قتلة سبايدر المنزل وقتلوا فيكتور. تقرر ناينا قطع كل الاتصالات مع تشارلي. على مدار العام، يتواصل تشارلي مع العديد من تجار الذهب لمعرفة من هو الذي يمتلك الذهب المسروق الذي هربت به سبايدر.
في نيوزيلندا، تمكنت العصابة من تحديد موقع تاجر المخدرات الذي كان على اتصال بسبايدر. يشرح تشارلي لناينا أن العصابة أرادت سرقة الذهب فقط حتى يتمكنوا من مساعدة فيكتور في تحقيق حلمه ببناء دار أيتام كبيرة. تتفهم ناينا الأمر وتتعاون مع تشارلي للانتقام من سبايدر. وفي نيوزيلندا، يكتشفون أن ريا لا تزال على قيد الحياة وتعيش هناك. وتوضح أنها تريد أيضًا الانتقام من سبايدر وتزود العصابة بالمعلومات حول مكان إقامة سبايدر. دون علم بخططها، يغازل سبايدر ناينا ويأخذها إلى فيلته. يجد سبايدر كاميرا مخفية في فستان ناينا ويدرك أنها تعمل مع تشارلي، الذي يقتحم قصر سبايدر في شاحنة مدرعة لإنقاذها ويخبر سبايدر أنه سيسرق كل الذهب خلال 48 ساعة. يحاول العنكبوت نقل الذهب إلى بلد آخر، لكن العصابة، باستخدام ثلاث شاحنات كبيرة ومن خلال اختراق نظام المرور، تأخذ الذهب وتخفيه داخل ثلاث سيارات ميني كوبر. عندما كانوا على وشك مغادرة نيوزيلندا، تم القبض عليهم من قبل سبايدر واكتشفوا أن ريا كانت تعمل مع سبايدر طوال الوقت.
يحاول سبايدر إجبار العصابة على تسليم الذهب، لكن صناديق سيارات الميني كوبر فارغة. العنكبوت يخون ريا ويهدد بقتلها. قبل أن يتمكن تشارلي من الكشف عن الموقع الحقيقي للذهب، تطلق ريا النار على نفسها، ويطعن سبايدر تشارلي. يحاول العنكبوت الهروب، لكن ساني وبلال يوقفانه ويضربانه بشدة. ناينا، التي تريد الانتقام لموت فيكتور، تطلق النار على سبايدر ثلاث مرات. وتبين بعد ذلك أن سيارات ميني كوبر الحقيقية التي تحتوي على الذهب موجودة في مكان آخر. وبينما يغادر الأربعة المشهد، يقوم سبايدر بإجراء مكالمة أخيرة للمافيا الروسية ويخبرهم أن تشارلي سرق ذهبًا روسيًا. العصابة تأخذ سيارات ميني كوبر الحقيقية وتغادر إلى الهند، لكن المافيا توقفهم لفحص السيارات، ومرة أخرى، وجدوا أنها فارغة. وقد تبين بعد ذلك أن سيارات ميني كوبر كانت مصنوعة من الذهب نفسه. في النهاية، يفتح بلال وكالة لبيع السيارات، ويصبح ساني ممثلاً مسرحياً، ويفتح تشارلي وناينا دار الأيتام التي يحلم بها فيكتور، ويربي تشارلي ابنة روني كابنته.

## طاقم الممثلين
- فينود خانا في دور فيكتور براغانزا، والد ناينا ومعلم تشارلي.
- أبهيشيك باتشان في دور تشارلي ماسكرينهاس، قائد الفريق والبطل الرئيسي.
- بوبي ديول في دور روني جريوال، ساحر وخبيث.
- سونام كابور في دور ناينا براغانزا، ابنة فيكتور.
- بيباشا باسو في دور ريا ثابار
- نيل نيتين موكيش في دور سبايدر، وهو قرصان ماهر خان تشارلي وفريقه، قاتل فيكتور وروني والخصم الرئيسي.
- اسكندر خير في دور بلال بشير، خبير متفجرات يعاني من الصمم في إحدى أذنيه.
- أومي فايديا في دور ساني ميهرا، فنان مكياج وممثل طموح.
- جوني ليفر في دور MC / مانجال تشوبرا و BC / بوذا تشوبرا، وهو ميكانيكي يساعد الفريق بمركباتهم.
- فياتشيسلاف رازبيجايف في منصب جنرال
- سوميت ساركار  [لغات أخرى]‏ مفوضًا للشرطة
- أفتاب شيفداساني في دور راج مالهوترا، صديق تشارلي. (ظهور خاص)
- شويتا بهاردواج في دور شايلا، زوجة راج. (ظهور خاص)
- جو هولي في دور رئيس الشرطة

## الموسيقى التصويرية
تم تأليف وإخراج الموسيقى التصويرية الرسمية بواسطة بريتام وتم تأليف الموسيقى الخلفية بواسطة سانديب شيرودكار. تمت كتابة الكلمات بواسطة آشيش بانديت. تم بيع حقوق الموسيقى لشركة تي سيريز وتم إصدارها في 30 نوفمبر 2011. كان الفيلم بمثابة التعاون الثالث بين الثنائي الملحن والمخرج، بعد فيلم ناقيب، والأكثر شهرة، سباق. المسار الرئيسي المستخدم في المقطع الدعائي والمقطع الدعائي هو "انتي يو" من ألبوم بلو ستاهلي الذي يحمل نفس الاسم.
قام سانديب شيرودكار بتأليف موسيقى الفيلم.

### قائمة المسار
| #   | عنوان                                     | المدة |
| --- | ----------------------------------------- | ----- |
| 1.  | "Jis Jagah Pe Khatam" (Players Theme)     | 4:12  |
| 2.  | "Jhoom Jhoom Ta Ja"                       | 5:02  |
| 3.  | "Ho Gayi Tun"                             | 3:47  |
| 4.  | "Buddhi Do Bhagwaan"                      | 4:42  |
| 5.  | "Dil Yeh Bekaraar Kyun Hai"               | 4:38  |
| 6.  | "Jhoom Jhoom Ta Hoon Main"                | 4:49  |
| 7.  | "Dil Yeh Bekaraar Kyun Hai" (Reprise)     | 5:17  |
| 8.  | "Jhoom Jhoom Ta Hoon Main" (Film Version) | 5:09  |
| 9.  | "Jis Jagah Pe Khatam" (Remix)             | 3:30  |
| 10. | "Dil Yeh Bekaraar Kyun Hai" (Remix)       | 5:17  |

## التصوير

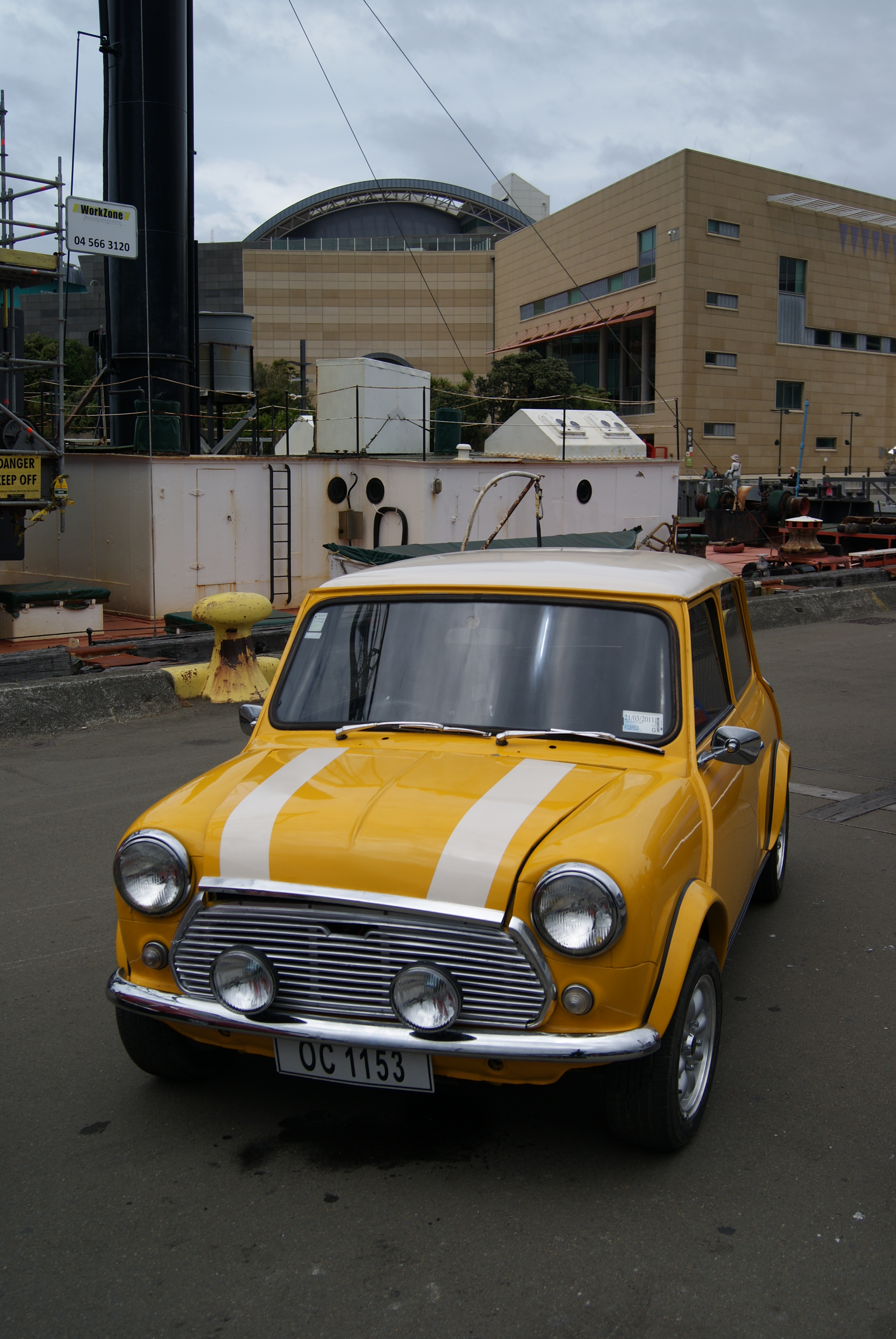
واحدة من ثلاث سيارات ميني تم استخدامها في الإنتاج (هذه السيارة كانت بقيادة سونام كابور في الفيلم) في موقع التصوير في ويلينغتون، نيوزيلندا

بدأ التصوير في الهند، وخاصة في غوا، في 9 نوفمبر 2010 واستمر حتى نهاية ديسمبر 2010. تم تصوير أغنية "Buddhi Do Bhagwaan" على شاطئ ميرامار في غوا.
بدأت المرحلة الثانية من التصوير في نيوزيلندا في منتصف يناير 2011، في مواقع مختلفة في ويلينغتون وأوكلاند. أغلق مجلس مدينة ويلينغتون بعض مناطق وسط المدينة لمدة أسبوعين حتى لا تكون هناك مشاكل في إطلاق النار. تم تصوير المشاهد في جميع أنحاء المدينة وحتى جسر البحر، وبحيرة أوكاريتو في الجزيرة الجنوبية بنيوزيلندا، ومتحف تي بابا للقوات المذهلة، وكوبا مول، وفي مطعم تولسي الهندي. تم تصوير مشهد تقليد "ميني كوبر" من نسخة عام 2003 من فيلم المهمة الإيطالية في مطار ويلينغتون، وهو ما واجه باتشان صعوبة فيه بسبب طوله، حيث لم يتمكن من الدخول والخروج من السيارات بسرعة. كان هناك بعض الجدل عندما رفض مسؤولو المطار إعطاء الإذن بالتصوير عندما شعروا أنه أمر خطير؛ حيث يتطلب المشهد تحليق طائرة فوق ثلاث سيارات ميني، كان يقودها باتشان وكابور وخير، وتخطئها ببضع بوصات. كما تم تصوير مشهد الازدحام المروري الذي يتضمن سيارات ميني في ويلينغتون. قبل ستة أشهر من بدء التصوير في نيوزيلندا، التقى عباس موستان بمجلس السياحة ومجلس الأفلام في ويلينغتون وقاموا بوضع لافتات LED لإخطار السكان المحليين بإغلاق الشارع خلال تلك عطلة نهاية الأسبوع. انتهى طاقم العمل من التصوير وغادروا نيوزيلندا قبل أيام قليلة من وقوع زلزال في البلاد.
بدأ جدول التصوير الثالث، وهو الأطول والأهم، في أبريل/نيسان 2011 في أجزاء من سيبيريا وسانت بطرسبرغ ومورمانسك. بالنسبة للتصوير في سيبيريا، واجه المخرجون صعوبة كبيرة في الحصول على الإذن. وعلى نحو مماثل، واجهوا أيضًا العديد من المشكلات أثناء التصوير في نيوزيلندا. وفي وصفه لهذه المحنة، قال موستان بورماوالا: "كان علينا أن نسعى للحصول على الكثير من الأذونات لتصوير مشهد ازدحام مروري في نيوزيلندا، واستغرق ذلك وقتًا طويلاً. وفي روسيا واجهنا مشكلة لغوية، فعيننا حوالي 25 مترجمًا. كنا في حاجة إليهم لمساعدتنا في أمور أساسية مثل أين نذهب لتناول الطعام وما إلى ذلك". وبسبب صعوبة تحديد التواريخ، اضطر باتشان إلى ترك مشروع آخر لرام جوبال فارما بعنوان "القسم"، والذي ألقى فارما عليه اللوم فيما بعد على الأداء السيئ للفيلم في شباك التذاكر. تم إخراج المشاهد التي تتضمن القطار بواسطة المخرج الحائز على جائزة فيلم فير، آلان أمين. رفض باتشان أن يكون لديه بديل للمشاهد وقام بأداء جميع المشاهد الخطيرة بنفسه. أثناء المشهد، كان عليه أن يوازن نفسه فوق قطارين كانا يسيران بسرعة تقارب 100 كيلومتر في الساعة. اصطدم رأسه بقضيب أعلى القطار، لكنه تمكن مع ذلك من إكمال المشهد. في مشهد آخر، تم ترك باتشان معلقًا على رف في القطار لمدة 20 ساعة تقريبًا. أثناء التصوير هناك، علمت مجموعة من الجنود الروس أن فيلمًا هنديًا يجري تصويره في مكان قريب، فانضموا إلى طاقم العمل في الموقع وطلبوا مقابلة جميع النجوم.

## روابط خارجية
- مقالات تستعمل روابط فنية بلا صلة مع ويكي بيانات